# Vuelo 23 de Air Work
El vuelo 23 de Air Work era un vuelo de carga con matrícula (ZK-POA) desde el Aeropuerto Internacional de Auckland hacia el Aeropuerto de Woodbourne, se desintegró en el aire por perdida del control.

## Accidente
La aeronave estaba programada para despegar a las 9:00 p. m. hora local, pero tuvo que quedarse en el aeropuerto mientras se cargaba la carga a transportar. Durante la demora, los pilotos pidieron 570 litros adicionales (aproximadamente 1,000 libras) de combustible y le dijeron al personal que repostaba que pusiera todo el combustible en el tanque de combustible del ala izquierda, en lugar de dividir el combustible exactamente entre los dos tanques, como era el procedimiento de la compañía. El vuelo finalmente despegó a las 9:36 p. m. hora local. 
Inmediatamente después de quitarse el piloto automático se enganchó y controló la aeronave durante su ascenso al nivel de vuelo 220. El vuelo continuó a máxima potencia en lugar del ajuste de crucero para compensar el tiempo perdido durante los siguientes quince minutos. Al apagar a la potencia de crucero, el capitán notó un desequilibrio entre los tanques de combustible e inició los procedimientos de flujo cruzado. Poco después, a las 10:13 p. m. hora local, el avión entró en descenso bruscamente y se desintegró, matando a ambos pilotos.

## Investigación
Los investigadores de la Comisión de Investigación de Accidentes de Transporte escuchan la grabadora de voz en cabina y se sorprenden al escuchar los últimos momentos antes de la tragedia, el capitán estuvo al tanto del desequilibrio de la aeronave, pero no logró recuperar el vuelo de la espiral.

Copiloto: "Capitán la aeronave se está inclinando hacia abajo" 
Capitán: "Simplemente abriremos el flujo cruzado nuevamente... y con eso se arregla el problema de la inclinación, también la recortaremos en consecuencia 
Repite las instrucción cinco veces en los siguientes 19 segundos".
Copiloto respondió: "Estaba siendo un poco cauteloso". 
Capitán: "No seas prudente amigo, te irá bien". 
Capitán: "se está inclinando hacia abajo será mejor que lo agarre y suba la nariz". 
Alarma de inclinación: Ángulo de banqueo!, Ángulo de banqueo! 
Alarma: Piloto automático desconectado. 
Capitán: Se está inclinando hacia abajo!!, Ayúdame!! 
Copiloto: Elévate!, Elévate!
Alarma: Velocidad Alta!, Velocidad Alta!, Desacelerar!, Desacelerar! 
Alarma: Terreno!! Terreno!! Ascienda!! 
Capitán: NO! NO! NO!..... 
"Desintegración de la aeronave" 

La aeronave se desintegró momentos antes de impactar con el terreno. 
Esto dio como resultado que el avión volara con un gran ángulo de deslizamiento lateral mientras aún estaba bajo el control del piloto automático, por medio del mecanismo de compensación del timón de profundidad. 47 segundos después de que se abriera el flujo transversal, el capitán dijo: "No le gusta eso, compañero... será mejor que lo agarre". Un segundo después, recibieron una advertencia de ángulo de banqueo, seguida de un timbre de advertencia que presumiblemente era una advertencia de que se estaban desviando de su altitud correcta.
La investigación concluyó que esto se debió a que el piloto automático se desactivó, probablemente porque un servomotor alcanzó su límite de par. Esto significó que no se aplicó compensación por la entrada de compensación del timón y el avión entró en un giro y un descenso pronunciado, desintegrándose alrededor del nivel de vuelo 199. La investigación descubrió que la mala visibilidad nocturna con nubes bajas fue un factor que impidió que los pilotos se dieran cuenta antes.

## Secuelas
Como resultado se implementaron las siguientes mejoras:
- El 30 de mayo de 2005, el operador emitió un Aviso a los Pilotos informando que el SOP debía proporcionar inmediatamente al abastecedor de combustible el volumen de combustible que debía colocarse en cada tanque de ala para lograr una carga equilibrada antes del arranque del motor, de acuerdo con la lista de verificación previa al arranque, el Manual de Entrenamiento de Metroliner y el AFM.
- El 30 de junio de 2006, el operador modificó la lista de verificación del Metroliner para agregar a las listas de verificación de alineación y aproximación el elemento "flujo cruzado cerrado".

- El 4 de julio de 2006, el operador modificó la sección de Procedimientos operativos estándar del piloto automático del Manual de capacitación de la compañía Metro para incluir dos precauciones sobre el uso del interruptor de flujo cruzado de combustible.

- El 27 de febrero de 2006, la TAIC recomendó al Director de Aviación Civil que modificara el AFM, en conjunto con la Administración Federal de Aviación, para incluir una limitación y una advertencia de que el piloto automático y el amortiguador de guiñada deben estar desconectados mientras se realiza el equilibrio de combustible en vuelo.

Como resultado, los investigadores implementaron las siguientes medidas para la seguridad aérea: 
- El 30 de mayo de 2005, emitió una notificación a los pilotos en la que advertía que, de inmediato, el SOP debía dar al surtidor de combustible el volumen de combustible que debía poner en cada tanque de ala para lograr una carga equilibrada antes del arranque del motor, de acuerdo con el Pre-Start. lista de verificación, Manual de capacitación de Metro y AFM.
- El 30 de junio de 2006, se modificó la lista de verificación de Metro para agregar a las listas de verificación de alineación y aproximación el elemento "flujo cruzado cerrado".
- El 4 de julio de 2006, se  modificó la sección de Procedimientos operativos estándar del piloto automático del Manual de capacitación de Metro de la compañía para incluir dos advertencias sobre el uso del interruptor de flujo cruzado de combustible.
- El 27 de febrero de 2006, el TAIC recomendó al Director de Aviación Civil que enmendara el AFM, en concierto con el Estados Unidos Administración Federal de Aviación, para incluir una limitación y precaución de que el piloto automático y el amortiguador de guiñada deben desconectarse mientras se realiza el balance de combustible en vuelo.